# مريم أسامة عمر
مريم أسامة عمر (مواليد 8 مارس 1993) هي مهندسة ولاعبة كريكت كويتية - فلسطينية تلعب لصالح منتخب الكويت للكريكت للسيدات ضاربة باليد اليمنى. كما تولت قيادة المنتخب الوطني. وُلدت ونشأت في الكويت، وهي فلسطينية الأصل، ووُصفت بأنها "جولة عالمية بمفردها"؛ تلقت تعليمها في مدرسة باكستانية في الكويت، وكذلك في ملبورن، أستراليا، حيث تقيم حاليًا.

## حياتها والتعليم
وُلدت مريم في الكويت لوالديها سلوى وأسامة، ولديها ثلاث شقيقات: أمل، زهور، وبدور. منذ صغرها، شاركت في مجموعة متنوعة من الرياضات، بما في ذلك كرة السلة، الجمباز، الجودو، الفنون القتالية، والسباحة، ذكرت أن حب والدها للسباحة كان له تأثير كبير عليها، حتى أنها شاركت في مسابقات السباحة على مستوى الأندية. كما أشارت إلى أن والدتها "قامت بعمل رائع في جعلها قوية"، وأنها حصلت على الحزام الأسود في الكاراتيه من أجل والدتها.
في عام 2010، عندما كانت تبلغ من العمر 17 عامًا، تعرفت مريم على الكريكت في مدرستها الباكستانية في الكويت، كان مجلس الكريكت الوطني يستهدف عددًا من المدارس لتجنيد الفتيات للعب اللعبة، بدعم من والدتها، التي اقترحت أنها قد تنضم في النهاية إلى المنتخب الوطني، انضمت مريم وكانت العربية الوحيدة في الفريق. على الرغم من أنها كانت تعتقد أن تعلم اللعبة قد يكون صعبًا، إلا أن المدربين كانوا داعمين للغاية. سرعان ما أحبت الكريكت، وتوقفت عن متابعة الرياضات الأخرى لتكريس نفسها لتعلمها.
عندما بدأت مريم مسيرتها في الكريكت، واجهت تحدياً مع اسمها الأول الشائع في العالم العربي، حيث كان هناك العديد من اللاعبات بنفس الاسم، مما تسبب في ارتباك. لذلك، قررت اعتماد لقب فريد "موكو"، المكون من الأحرف الأولى من اسمها الكامل، ورقم قميصها المفضل هو 25، والذي تعتقد أنه رقم حظها.
واجهت مريم تحديات أخرى، حيث أن الكريكت نادرًا ما يُناقش في العالم العربي، على الرغم من شعبيته في الكويت، حيث يشكل الوافدون من الدول التي تلعب الكريكت نسبة كبيرة من السكان، عندما بدأت مريم اللعب، لم يكن والداها قد سمعا عن اللعبة من قبل. على الرغم من أنها كانت على دراية بها بحكم دراستها في مدرسة باكستانية، إلا أنها لم تكن تفهم القواعد جيدًا أو تعرف مدى انتشارها. ومع ذلك، علمها مدربوها، طارق رسول وطاهر خان، جميع مهارات الكريكت التي تحتاجها، ونصحوها بمشاهدة المباريات على التلفاز للتعلم.
كانت تتدرب لمدة لا تقل عن ثلاث ساعات يوميا، وحضرت دورات تحكيم وتدريب نظمها كريكت الكويت. كما شاهدت مقاطع فيديو لمباريات في استاد الشارقة للكريكت، وتابعت لاعبين مثل "ايه بي دي فيليرز" لتطوير مهاراتها.
و في عام 2016، انتقلت مريم إلى ملبورن، أستراليا، لمتابعة دراستها في الهندسة. أثناء وجودها هناك، واصلت شغفها بالكريكت وانضمت إلى أندية محلية لتعزيز مهاراتها.

## المسيرة المحلية
بعد انضمامها إلى المنتخب الوطني، شاركت مريم في العديد من البطولات المحلية والدولية، وساهمت في رفع مستوى الكريكت النسائي في الكويت.

## روابط خارجية
- مريم عمر على موقع إي آس بي آن كريك إنفو (الإنجليزية)